# Сане (Акте)
 Тази статия е за древния град на полуостров Акте.  За древния град на полуостров Палене, вижте Сане (Палене).  
Са̀не (на старогръцки: Σάνη, новогръцко произношение Сани) е древен град в Северна Гърция, разположен на Халкидическия полуостров. Останките от селището са разкрити в началото на XXI век край село Трипити, на западния бряг на полуостров Света гора (античния Акте), в най-тясната част на провлака, край изхода на Ксерксовия канал.
Херодот, Тукидид и Страбон предоставят информация за местоположението на града и за ролята му в двете големи войни от древността - Гръко-персийските и Пелопонеската. Сани е основан в 7 в. пр. Хр. от колонисти от Андрос, подобно на съседните андроски колонии Стагира и Акантос. Край града е открито светилище, вероятно на Аполон. Херодот споменава Сане във връзка с похода на Ксеркс I в Тракия в 480 г. пр. Хр., а също така градът е споменат от Тукидид във връзка с кампанията на Бразид в Халкидика в 424 - 423 г. пр. Хр. В по-късни източници за Сане на Акте говори Плутарх, описвайки го като град, основан съвместно от колонисти от Андрос и халкидци.
Някои историци твърдят, че Сане на Палене и Сане на Акте са всъщност едно и също селище, но тази теза е отхвърлена, тъй като няма никакви доказателства за неверността на текста от Херодот, а и действително между Потидея и Менде съществуват останки от голямо древно селище.